# Понтеареас
Понтеареас (гал. Ponteareas, ісп. Puenteareas) — муніципалітет в Іспанії, у складі автономної спільноти Галісія, у провінції Понтеведра. Населення — 23 172 осіб (2009).
Муніципалітет розташований на відстані близько 450 км на північний захід від Мадрида, 32 км на південь від Понтеведри.

## Демографія
Динаміка населення (INE ):

## Галерея зображень

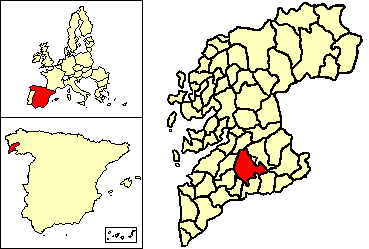
Розташування муніципалітету
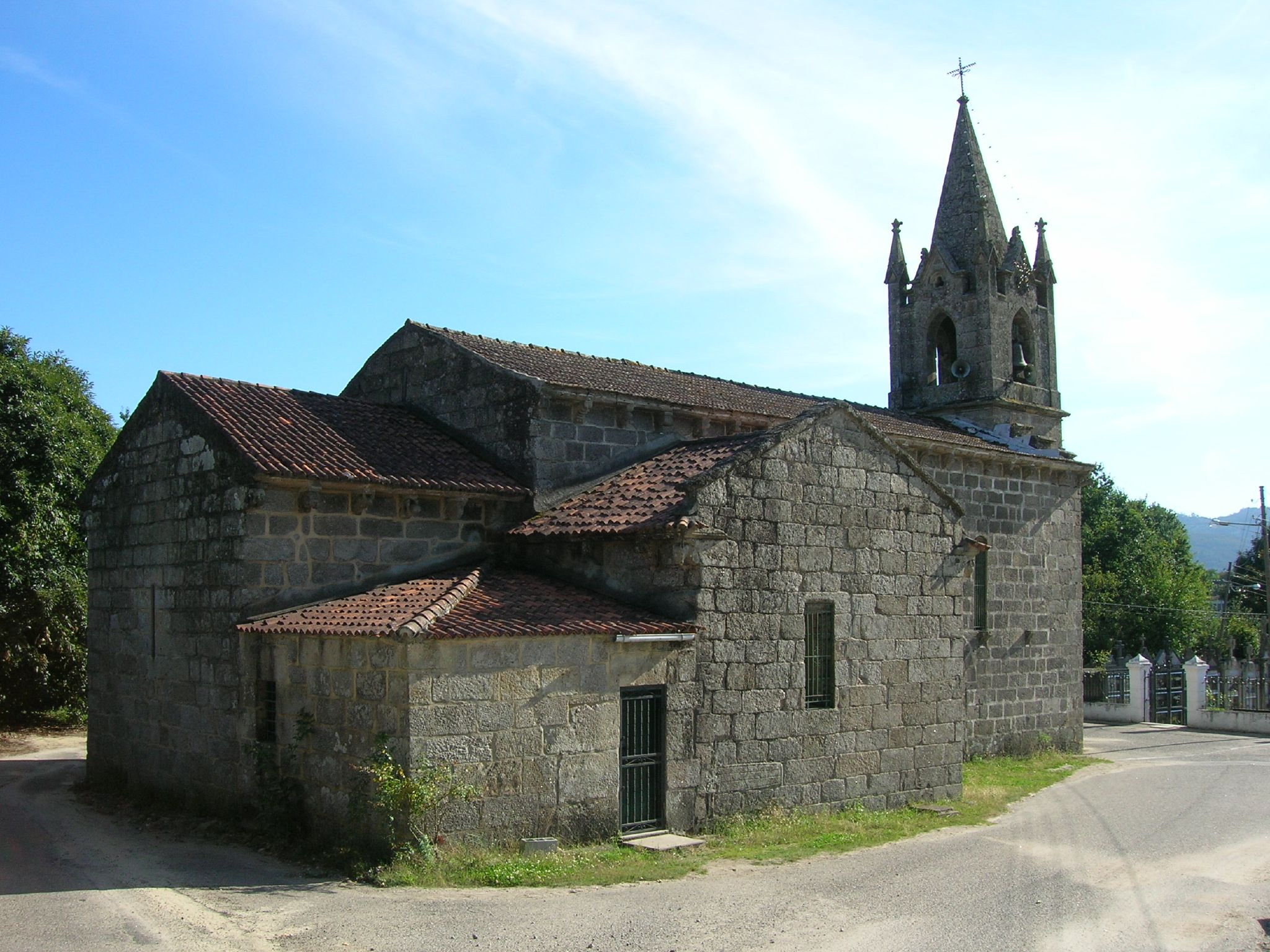
Церква Сан-Педро, у Ангоарес
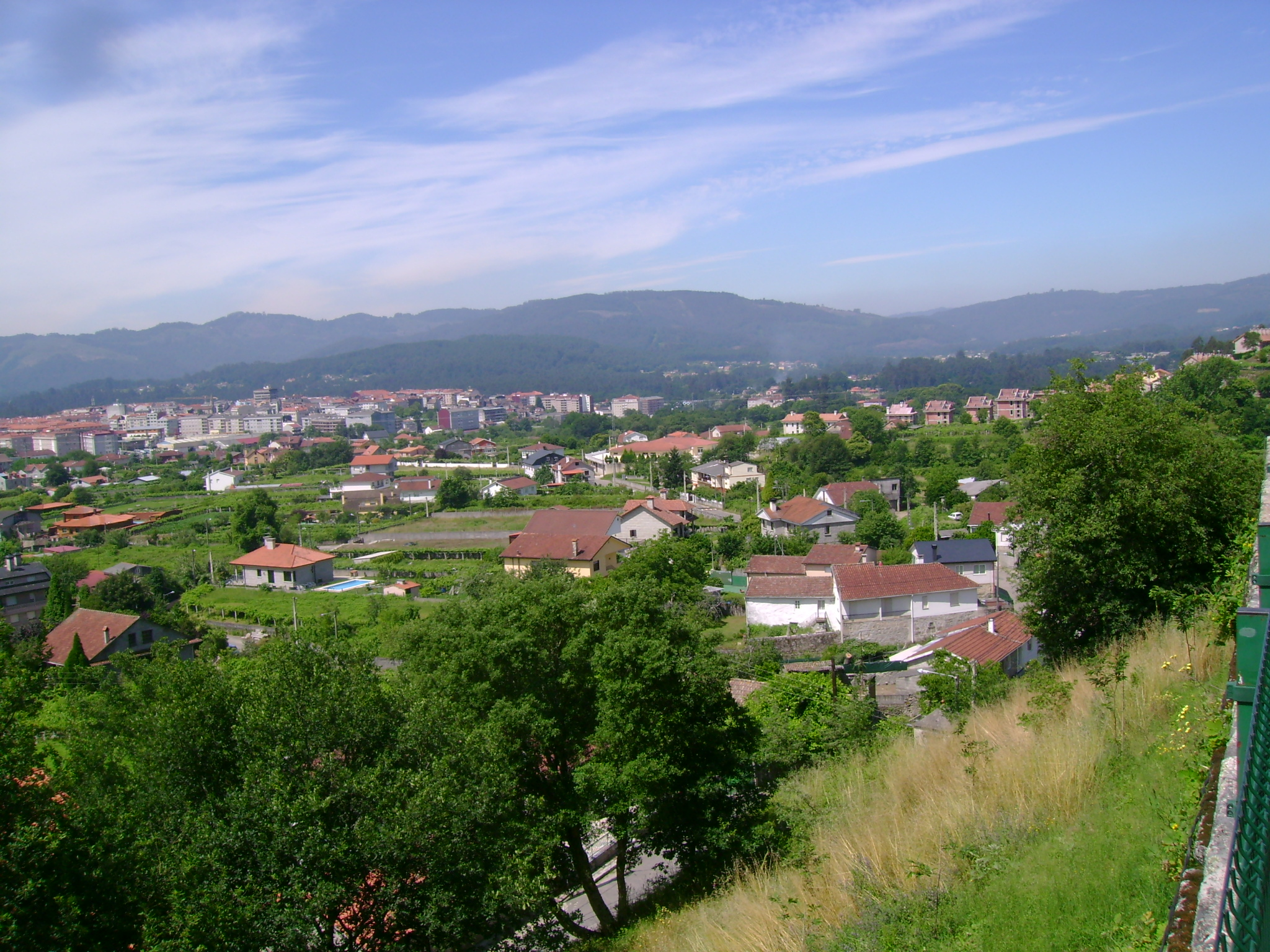
Панорама міста